# Corquete

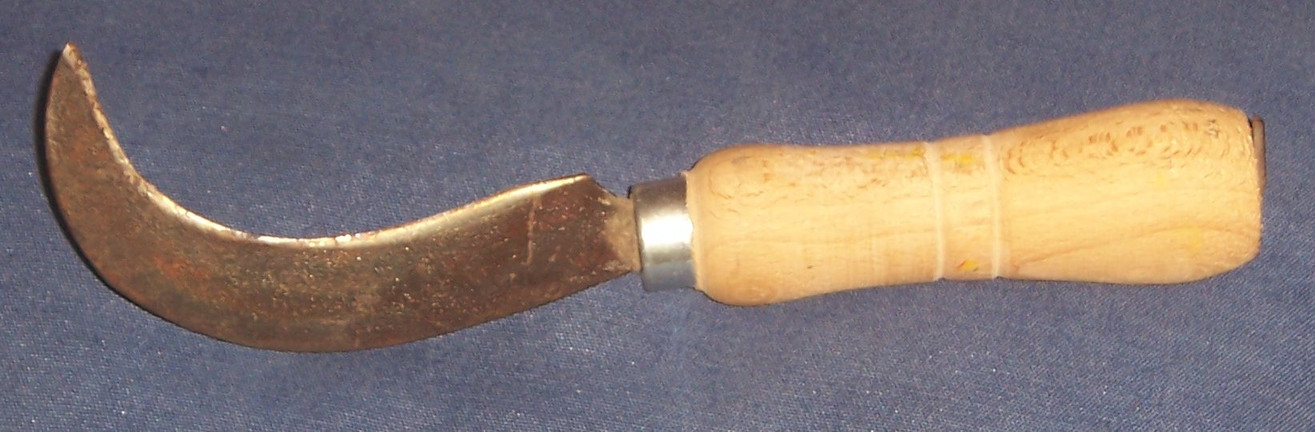
Corquete.

Un corquete es un utensilio cortante de mano, con una cuchilla curvada en forma de hoz, utilizada en la vendimia para cortar los racimos de la vid. Utilizado durante siglos principalmente en el norte de España (La Rioja, Álava y Navarra). En la Rioja Baja es también conocido como gañivete o gañifete. También es una herramienta tradicional en Cataluña, donde recibe el nombre de Podall.
Su mango es de madera y la hoja de metal con el lado que se curva hacia el interior bien afilado.
Su nombre puede proceder del que recibían las hoces pequeñas (hocete o focete).
En el Diccionario de la Real Academia Española figura como tranchete. Bajo este nombre se utiliza también en otras profesiones, como la de zapatero.

## Forma de uso
El vendimiador coloca una mano bajo el racimo y con la otra lleva el corquete hacia el raspón, tirando una vez colocado hacia arriba. Al separar el racimo de la planta cae sobre la mano y se deposita posteriormente en una cesta para repetir la operación. Cuando se desafila suele frotarse contra piedras encontradas sobre el terreno, para conseguir que los cortes sigan siendo efectivos.
Actualmente tienden al desuso, especialmente por la cantidad de cortes en las manos que provocaba al tirar de forma descontrolada, siendo sustituidos por tijeras de podar o por sistemas de vendimia automática.